# Прокляття дев'ятої симфонії
Прокляття дев'ятої симфонії — забобон, який полягає в тому, що, починаючи з Бетховена, будь-який композитор, який написав 9-ту симфонію, вмирає незабаром після цього.

## Походження легенди
Вважається, що вперше про прокляття дев'ятої симфонії заявив Арнольд Шенберг, приписавши винахід цього забобону Густаву Малеру. За Шенбергом, Малер подумав про два прецеденти: самого Бетховена, який помер під час роботи над Десятою симфонією, та Антона Брукнера, який наприкінці життя працював над Дев'ятою симфонією (фінал якої так і залишився недописаним), проте по суті ця симфонія була десятою, бо від однієї зі своїх симфоній Брукнер відмовився, поставивши на ній замість номера знак ∅ (тепер ця симфонія відома як «Нульова симфонія Брукнера»). Брукнер у своїй творчості безпосередньо орієнтувався на Бетховена і, приступаючи до своєї Дев'ятої симфонії, навмисно взяв для неї ту ж тональність, у якій написана Дев'ята симфонія Бетховена. Малер, за твердженням Шенберга, побачив у всьому цьому містичну закономірність і спробував обійти її, давши підзаголовок «симфонія» своєму твору «Пісня про землю», який являє собою шестичастинний вокальний цикл для двох голосів з оркестром. Після цього він завершив свою Дев'яту симфонію і помер під час роботи над Десятою. «Ті, хто написав свою Дев'яту симфонію, підходять дуже близько до потойбічного», — зауважив з цього приводу Шенберг в промові на честь Малера 12 жовтня 1912.
Надалі в число композиторів, на яких поширилося прокляття дев'ятої симфонії, стали включати Франца Шуберта та Антоніна Дворжака. В даний час прийнято вважати, що Шуберту належить дев'ять симфоній, хоча дві з них не були завершені автором (так звана «Незакінчена» складається з двох завершених частин і начерку третьої, симфонія мі мажор повністю написана, але не оркестрована). Дворжак написав саме дев'ять симфоній, але перша з них за життя автора не виконувалася, не публікувалася і сам композитор вважав її рукопис безповоротно втраченим.

## Подальша історія
В даний час згадуючи про Прокляття дев'ятої симфонії приводять цілий ряд композиторів XX століття, чия симфонічна творчість зупинилася на дев'ятій симфонії. Найбільш значні серед цих імен — Ральф Воан-Вільямс, Малкольм Арнольд, Курт Аттерберг, Роджер Сешенс, Егон Веллес. Олександр Глазунов в другій половині 1900-х років почав роботу над своєю дев'ятою симфонією, але відклав її після завершення першої частини і більш до задуму не повертався, проживши ще два з половиною десятиліття. Дев'ята симфонія стала останньою і для Альфреда Шнітке, який писав її безпосередньо перед смертю. Крім того, Микола Корндорф, який зайнявся на прохання вдови Шнітке відтворенням твору, помер під час цієї роботи (ця редакція була завершена Олександром Раскатовим і виконана під управлінням Денніса Рассела Девіса).
Дмитро Шостакович, приступаючи до роботи над своєю Дев'ятою симфонією, пам'ятав про історичні прецеденти. Після неї Шостакович написав ще шість. Проте,, на думку музикознавця Соломона Волкова, прокляття таки наздогнало Шостаковича: Дев'ята симфонія з її іронічним колоритом викликала різке невдоволення Сталіна, після чого почалися великі неприємності в житті та кар'єрі Шостаковича у 1940–1950-х роках.
Безумовно, в XX столітті було й чимало інших авторів, які написали більше дев'яти симфоній. Серед них, зокрема, Ханс Вернер Хенце та Едуард Тубін (по 10), Девід Даймонд та Едмунд Раббра (по 11), Ейтор Вілла-Лобос та Даріус Мійо (по 12), Генрі Коуелл та Аллан Петтерссон (по 17), Мечислав Вайнберг (22), Микола Мясковський (27), Алан Хованесс (67) та інші.
Микита Богословський назвав свою восьму симфонію, написану в 80-ті роки, «Остання». Композитор стверджував, що просто «все сказав у симфонічному жанрі», хоча багато хто вважав, що він просто боїться після Бетховена писати 9-ту симфонію. Після 8-ї симфонії Богословський відійшов від пісенної творчості і прожив ще 20 років (помер в 2004 році).